# Margaret Edwards Award
Le Margaret Edwards Award est un prix américain de littérature d'enfance et de jeunesse, qui récompense tous les ans un auteur différent et une liste de ses œuvres « pour leur contribution importante et durable à la littérature pour jeunes adultes ». Il a été nommé d'après la bibliothécaire Margaret A. Edwards. Il est financé par le School Library Journal et géré par la Young Adult Library Services Association (en) de l'American Library Association.

## Lauréats
| Année | Auteur                   | Titres |
| ----- | ------------------------ | --- |
| 2022  | A. S. King (en)          | Ask the Passengers (en) (2012) Glory O’Brien’s History of the Future (2014) Please Ignore Vera Dietz (2010) |
| 2021  | Kekla Magoon (en)        | X: A Novel (en) (2015) How It Went Down (2014) The Rock and the River (en) (2009) Fire in the Streets (2012) |
| 2020  | Steve Sheinkin (en)      | Bomb: The Race to Build - and Steal- the World's Most Dangerous Weapon (en) (2012) The Port Chicago 50: Disaster, Mutiny, and the Fight for Civil Rights (2014) The Notorious Benedict Arnold: A True Story of Adventure, Heroism, & Treachery (en) (2010)                       |
| 2019  | M. T. Anderson (en)      | Feed (en) (2002) The Astonishing Life of Octavian Nothing, Traitor to the Nation, Volume I: The Pox Party (en) (2006) The Astonishing Life of Octavian Nothing, Traitor to the Nation, Volume II: The Kingdom on the Waves (en) (2008)                                           |
| 2018  | Angela Johnson (en)      | Toning the Sweep (1993) Heaven (1998) Looking for Red (2002) The First Part Last (en) (2003) Bird (2004) Sweet, Hereafter (2010) |
| 2017  | Sarah Dessen             | Keeping the Moon (en) (1999) Dreamland (en) (2000) This Lullaby (en) (2002) The Truth About Forever (en) (2004) Just Listen (en) (2006) Along for the Ride (en) (2009) What Happened to Goodbye (en) (2011)                                                                      |
| 2016  | David Levithan           | Boy Meets Boy (2003) The Realm of Possibility (2004) Wide Awake (2006) Nick and Norah's Infinite Playlist (2006) How They Met, and Other Stories (2008) Love is the Higher Law (2009)                                                                                            |
| 2015  | Sharon Draper (en)       | Tears of a Tiger (1994) Forged by Fire (1997) Darkness Before Dawn (2001) Battle of Jericho (2004) Copper Sun (2006) November Blues (2007) |
| 2014  | Markus Zusak             | La Voleuse de livres (2006) Combat de frères (2001) Getting the Girl (2001) Le Messager (2002) |
| 2013  | Tamora Pierce            | Le Chant de la lionne • Alanna : la première aventure (1983) • Aux mains de la déesse (1984) • La femme qui montait comme un homme (1986) • Lionne dans le sang (1988) La Protectrice des Petits • First Test (1999) • Page (2000) • Squire (2001) • Lady Knight (2002)          |
| 2012  | Susan Cooper             | The Dark Is Rising Sequence (first omnibus edition, 1984) • Over Sea, Under Stone (1965) • The Dark Is Rising (1968) • Greenwitch (1974) • The Grey King (1975) • Silver on the Tree (1977)                                                                                      |
| 2011  | Terry Pratchett          | Le Fabuleux Maurice et ses rongeurs savants (2001) Les Ch'tits Hommes libres (2003) Un chapeau de ciel (2004) Timbré (2004) La Huitième Couleur (1983) Au guet ! (1989) La Huitième Fille (1987) Mort (1987) Les Petits Dieux (1992)                                             |
| 2010  | Jim Murphy (en)          | The Great Fire (1995) A Young Patriot: The American Revolution as Experienced by One Boy (1996) The Long Road to Gettysburg (2000) Blizzard! The Storm That Changed America (2000) An American Plague: The True and Terrifying Story of the Yellow Fever Epidemic of 1793 (2003) |
| 2009  | Laurie Halse Anderson    | Speak (1999) Fever, 1793 (2002) Catalyst (2003) |
| 2008  | Orson Scott Card         | La Stratégie Ender (1985) La Stratégie de l'ombre (1999) |
| 2007  | Lois Lowry               | Le Passeur (1993) |
| 2006  | Jacqueline Woodson       | I Hadn't Meant to Tell You This (1994) From the Notebooks of Melanin Sun (1997) If You Come Softly (1998) Lena (1999) Miracle's Boys (2000) |
| 2005  | Francesca Lia Block (en) | Weetzie Bat (1989) Witch Baby (1991) Cherokee Bat and the Goat Guys (1992) Missing Angel Juan (1993) Baby Be-Bop (1995) |
| 2004  | Ursula K. Le Guin        | Le Sorcier de Terremer (1968) La Main gauche de la nuit (1969) Les Tombeaux d'Atuan (1971) L'Ultime Rivage (1972) The Beginning Place (1980) Tehanu (1990) |
| 2003  | Nancy Garden (en)        | Annie on My Mind (1982) |
| 2002  | Paul Zindel              | The Effect of Gamma Rays on Man-in-the-Moon Marigolds: A Drama in Two Acts (1965) The Pigman (1968) My Darling, My Hamburger (1969) The Pigman's Legacy (1980) The Pigman & Me (1992)                                                                                            |
| 2001  | Robert Lipsyte (en)      | The Contender (1967) The Brave (1991) The Chief (1993) One Fat Summer (1977) |
| 2000  | Chris Crutcher (en)      | Running Loose (1983) Stotan! (1986) The Crazy Horse Electric Game (1987) Chinese Handcuffs (1989) Athletic Shorts: Six Short Stories (1991) Staying Fat for Sarah Byrnes (1993)                                                                                                  |
| 1999  | Anne McCaffrey           | Le Vol du dragon (1968) Le Vaisseau qui chantait (1969) La Quête du dragon (1970) Le Chant du dragon (1976) La Chanteuse-dragon de Pern (1977) Le Dragon blanc (1978) Les Tambours de Pern (1979)                                                                                |
| 1998  | Madeleine L'Engle        | Meet the Austins (1960) A Wrinkle In Time (1962) A Swiftly Tilting Planet (1978) A Ring of Endless Light (1980) |
| 1997  | Gary Paulsen (en)        | Dancing Carl (1983) Hatchet (1987) The Crossing (1987) The Winter Room (1989) Canyons (1990) Woodsong (1990) |
| 1996  | Judy Blume               | Pour toujours (1975) |
| 1995  | Cynthia Voigt            | Les Enfants Tillerman (1981) La Chanson de Dicey (1982) Le Héron bleu (1983) Building Blocks (1984) The Runner (1985) Jackaroo (1985) Izzy, Willy-Nilly (1986) |
| 1994  | Walter Dean Myers (en)   | Hoops (1983) Motown and Didi (1985) Fallen Angels (1988) Scorpions (1988) |
| 1993  | M.E. Kerr                | Dinky Hocker Shoots Smack! (1972) Gentlehands (1978) Me Me Me Me Me: Not a Novel (1983) Night Kites (1986) |
| 1992  | Lois Duncan              | Chapters, My Growth as a Writer (autobiographie, 1982) Ransom (1966) I Know What You Did Last Summer (1973) Summer of Fear (1976) Killing Mr. Griffin (1978) The Twisted Window (1987)                                                                                           |
| 1991  | Robert Cormier           | La Guerre des chocolats (1974) Je suis le fromage (1977) Après la première mort (1979) |
| 1990  | Richard Peck (en)        | Are You in the House Alone? (1976) The Ghost Belonged to Me (1976) Ghosts I Have Been (1977) Father Figure (1978) Secrets of the Shopping Mall (1979) Remembering the Good Times (1985)                                                                                          |
| 1989  | Prix non décerné         | |
| 1988  | S. E. Hinton             | The Outsiders (1967) That Was Then This Is Now (1973) Tex (1982) Rusty James (1983) |